# عرق الظبية
عرق الظّبية: يبعد عن المدينة مسافة ثمان وستين كيلاً، وعن بئر الروحاء ثلاثة أكيال ونصف. ويعرف الفج الذي يقابله من الجنوب باسم هبت، أما الشعب الذي يقابله من الشرق فيعرف باسم سفا وهو معروف بهذا الاسم من قديم.

## الموقع
يقع يمين الطريق وأنت قادم من المدينة باتجاه الروحاء، وكانت الطريق بعد أن تهبط في فج الروحاء باتجاه القبلة تأخذ سيف الجبل الأيمن حتى تدور ناحية الغرب فأول ما يكون منه عرق الظبية، ويكون جبل ورقان حينئذ عن اليسار. ومن ثم فهو يبعد عن السيالة مسافة تسعة أميال، وعن بئر الروحاء التي تليه بميلين.

## مسجد عرق الظبية
قال: السمهودي في خلاصة الوفا بأخبار دار المصطفى:
- مسجد عرق الظبية " قال المطري ثم تهبط في وادي مستقبل القبلة ما لفظه فتمشى وشعب علي يسارك إلى أن تدور الطريق بك إلى المغرب وأنت مع أصل الجبل الذي على يمينك فأول ما يلقاك مسجد على يمينك كان فيه قبر كبير قبلته فتهدم صلى فيه رسول الله ﷺ ويعرف ذلك المكان بعرق الظبية ويبقى جبل ورقان على يسارك انتهى وقال الأسدي وعلى تسعة أميال من السيالة وأنت ذاهب إلى الروحاء مسجد للنبي صلى الله عليه وسلم يقال له مسجد الظبية مشاورة النبي ﷺ لقتال أهل بدر وهو دون الروحاء بميلين وفي حديث عائشة  أن النبي ﷺ صلى الصبح بعرق الظبية ولأبن شبة نزل النبي ﷺ بعرق الظبية وهو المسجد الذي دون الروحاء فقال: أتدرون ما أسم الجبل قالوا الله ورسوله أعلم، قال: هذا حمت جبل من جبال الجنة اللهم بارك لنا فيه وبارك لأهله ثم قال هذا سجاسج للروحاء وهذا واد من أودية الجنة وقد صلى في هذا المسجد قبلي سبعون نبيا ورواه الطبراني بسند حسن بنحوه إلا أنه قال لقد صلى في هذا الوادي ويحيي إلا أنه قال في هذا الموضع والترمذي بلفظ أن النبي صلى الله عليه وسلم في وادي الروحاء وقال لقد صلى في هذا المسجد سبعون نبيا. "قلت«: وآثار هذا المسجد اليوم موجودة هناك».[1]

## ماذكره المؤرخون

### البکری الاندلسی
قال البکری الاندلسی:
عرق الظّبية: موضع بالصّفراء. وهناك قتل رسول الله ﷺ عقبة بن أبي معيط. قال ابن هشام: وغير ابن إسحاق يقول: عرق الظّبية، بضمّ أوّله. وكان عقبة قد تفل في وجه رسول الله ﷺ، فقال له:
لئن أخذتك خارج الحرم لأقتلنّك، فلمّا أسره ببدر، وبلغ عرق الظّبية، ذكر نذره، فقتله صبرا، وقتل حين خرج من مضيق الصّفراء النّضر ابن الحارث.

### الحازمي الهمداني
قال الحازمی الهمدانی:
عرق الظبيه: بضمّ الظاء المعجمة، قال الواقدي: هو من الروحاء على ثلاثه أميال، مما يلي المدينة، وبعرق الظبيه مسجد صلى فيه رسول الله ﷺ.

### ياقوت الحموي
قال یاقوت الحموی:
ظبْيه: بالضم ثم السكون، وياء مثناه من تحت خفيفه، وما أراه إلا علما مرتجلا لا أعرف له معنى، هكذا ضبطه أهل الإتقان، وهو عرق الظبيه، قال الواقدي: هو من الرّوحاء على ثلاثه أميال مما يلي المدينة، وبعرق الظبيه مسجد للنبي، صلّى الله عليه وسلّم، وقال ابن إسحاق في غزوه بدر: مرّ، ، على السيّاله ثم على فجّ الروحاء ثم على شنوكه وهي الطريق المعتدله حتى إذا كان بعرق الظبيه، قال السهيلي: الظبيه شجره تشبه القتاده يستظلّ بها، وجمعها ظبيان على غير قياس، وفي كتاب نصر: عرق الظبيه بين مكة والمدينة قرب الرّوحاء، وقيل: هي الرّوحاء بنفسها.

### عبد المومن البغدادی
قال عبد المومن البغدادی:
ظبية:، بالضم. عرق الظّبية: على ثلاثة أميال قرب الرّوحاء. وقيل: هي الرّوحاء نفسها.

### البلادی الحربی
قال البلادی الحربی:
ظّبيه: «عرق ظّبيه»:
ذكر في «عرقٍ».